# عباس علی عطوی
عباس علی عطوی (انگلیسی: Abbas Ali Atwi؛ زاده ۱۵ دسامبر ۱۹۸۴) یک بازیکن فوتبال است.
وی همچنین در تیم ملی فوتبال لبنان بازی کرده است.